# Centralia (Iowa)
Centralia è un comune degli Stati Uniti d'America, situato nello Stato dell'Iowa, nella contea di Dubuque.